# Sydamerikanska mästerskapet i volleyboll för damer 2017
Sydamerikanska mästerskapet i volleyboll för damer 2017 utspelade sig mellan 15 och 19 augusti 2017 i Cali, Colombia. Det var den 32:a upplagan av sydamerikanska mästerskapet i volleyboll för damer och i turneringen deltog sex lag från CSV:s medlemsförbund. För den 20:e gången totalt och för den 12:e gången i rad vann Brasilien tävlingen genom att besegra Colombia i finalen. Tandara Caixeta utsågs till mest värdefulla spelare.

## Arenor
|                                                                   |  |  |
|                                                                   |  |  |
| Coliseo Evangelista Mora Stad: Cali Kapacitet: 3 340 Öppnad: 1954 |  |  |

## Format
Tävlingen genomfördes genom gruppspel där alla lag möte alla andra lag en gång. Om slutresultatet blev 3-0 eller 3-1 tilldelades 3 poäng till det vinnande laget och 0 till det förlorande laget, om slutresultatet blev 3-2 tilldelades 2 poäng till det vinnande laget och 1 till det förlorande laget. Rankningsordningen i serien definierades utifrån:
- Antal vunna matcher
- Poäng
- Kvot vunna / förlorade set
- Kvot vunna / förlorade poäng.
- Inbördes möten

## Deltagande lag
| Lag       | Kvalificerad genom | Deltog senast |
| --------- | ------------------ | ------------- |
| Argentina | -                  | Colombia 2015 |
| Brasilien | -                  | Colombia 2015 |
| Chile     | -                  | Colombia 2015 |
| Colombia  | Värdland           | Colombia 2015 |
| Peru      | -                  | Colombia 2015 |
| Venezuela | -                  | Colombia 2015 |

## Turneringen[2]

### Resultat
| 15 augusti 2017 Coliseo Evangelista Mora, Cali Speltid: ? - Åskådare: ? | Chile     | 0 - 3 | Venezuela | 19-25, 18-25, 16-25               |
| 15 augusti 2017 Coliseo Evangelista Mora, Cali Speltid: ? - Åskådare: ? | Brasilien | 3 - 0 | Argentina | 25-21, 25-15, 25-15               |
| 15 augusti 2017 Coliseo Evangelista Mora, Cali Speltid: ? - Åskådare: ? | Peru      | 0 - 3 | Colombia  | 20-25, 23-25, 20-25               |
| 16 augusti 2017 Coliseo Evangelista Mora, Cali Speltid: ? - Åskådare: ? | Venezuela | 0 - 3 | Brasilien | 15-25, 6-25, 12-25                |
| 16 augusti 2017 Coliseo Evangelista Mora, Cali Speltid: ? - Åskådare: ? | Argentina | 0 - 3 | Peru      | 19-25, 19-25, 20-25               |
| 16 augusti 2017 Coliseo Evangelista Mora, Cali Speltid: ? - Åskådare: ? | Colombia  | 3 - 0 | Chile     | 25-12, 25-17, 25-12               |
| 17 augusti 2017 Coliseo Evangelista Mora, Cali Speltid: ? - Åskådare: ? | Peru      | 3 - 0 | Venezuela | 25-15, 25-21, 25-21               |
| 17 augusti 2017 Coliseo Evangelista Mora, Cali Speltid: ? - Åskådare: ? | Brasilien | 3 - 0 | Chile     | 25-5, 25-10, 25-7                 |
| 17 augusti 2017 Coliseo Evangelista Mora, Cali Speltid: ? - Åskådare: ? | Colombia  | 3 - 2 | Argentina | 26-24, 24-26, 25-17, 22-25, 15-10 |
| 18 augusti 2017 Coliseo Evangelista Mora, Cali Speltid: ? - Åskådare: ? | Chile     | 0 - 3 | Argentina | 16-25, 16-25, 16-25               |
| 18 augusti 2017 Coliseo Evangelista Mora, Cali Speltid: ? - Åskådare: ? | Brasilien | 3 - 0 | Peru      | 25-16, 25-17, 25-18               |
| 18 augusti 2017 Coliseo Evangelista Mora, Cali Speltid: ? - Åskådare: ? | Venezuela | 0 - 3 | Colombia  | 18-25, 18-25, 19-25               |
| 19 augusti 2017 Coliseo Evangelista Mora, Cali Speltid: ? - Åskådare: ? | Argentina | 3 - 0 | Venezuela | 25-19, 25-18, 25-23               |
| 19 augusti 2017 Coliseo Evangelista Mora, Cali Speltid: ? - Åskådare: ? | Peru      | 3 - 0 | Chile     | 25-9, 25-18, 25-18                |
| 19 augusti 2017 Coliseo Evangelista Mora, Cali Speltid: ? - Åskådare: ? | Colombia  | 0 - 3 | Brasilien | 23-25, 19-25, 17-25               |

### Sluttabell
| Pos.. | Lag       | Pt | M | V | F | SV | SF | Kvot  | PV  | PV  | Kvot  |
| ----- | --------- | -- | - | - | - | -- | -- | ----- | --- | --- | ----- |
| 1     | Brasilien | 15 | 5 | 5 | 0 | 15 | 0  | MAX   | 375 | 216 | 1.736 |
| 2     | Colombia  | 11 | 5 | 4 | 1 | 12 | 5  | 2.400 | 396 | 336 | 1.178 |
| 3     | Peru      | 9  | 5 | 3 | 2 | 9  | 6  | 1.500 | 339 | 310 | 1.093 |
| 4     | Argentina | 7  | 5 | 2 | 3 | 8  | 9  | 0.888 | 361 | 370 | 0.975 |
| 5     | Venezuela | 3  | 5 | 1 | 4 | 3  | 12 | 0.250 | 280 | 353 | 0.793 |
| 6     | Chile     | 0  | 5 | 0 | 5 | 0  | 15 | 0.000 | 209 | 375 | 0.557 |

## Slutplaceringar
| Pos | Lag       | Kvalificerad för |
| --- | --------- | ---------------- |
|     | Brasilien | VM 2018          |
|     | Colombia  |                  |
|     | Peru      |                  |
| 4   | Argentina |                  |
| 5   | Venezuela |                  |
| 6   | Chile     |                  |

## Individuella utmärkelser
| Utmärkelse              | Namn                  | Lag       |
| ----------------------- | --------------------- | --------- |
| Mest värdefulla spelare | Tandara Caixeta       | Brasilien |
| Bästa passare           | María Alejandra Marín | Colombia  |
| Bästa högerspiker       | Dayana Segovia        | Colombia  |
| Bästa vänsterspiker     | Ángela Leyva          | Peru      |
| Bästa vänsterspiker     | Natália Pereira       | Brasilien |
| Bästa center            | Julieta Lazcano       | Argentina |
| Bästa center            | Ana Carolina da Silva | Brasilien |
| Bästa libero            | Camila Gómez          | Colombia  |